# Dumeni, Botoșani
Dumeni este satul de reședință al comunei George Enescu din județul Botoșani, Moldova, România.